# حرب الكونغو الثانية
حرب الكونغو الثانية (والمعروفة أيضًا باسم حرب إفريقيا العظيمة) هي حرب بدأت في أغسطس عام 1998، بعد أقل من سنة من نهاية حرب الكونغو الأولى والتي اشتملت على القضايا ذاتها، في جمهورية الكونغو الديموقراطية (التي كانت تسمى سابقًا زائير) وانتهت رسميًا في يوليو 2003 عند تولي الحكومة الانتقالية لجمهورية الكونغو الديموقراطية السلطة؛ على الرغم من استمرار العداوات حتى الآن.
وتعد هذه أكثر الحروب دموية في التاريخ الإفريقي الحديث، حيث شاركت فيها ثماني دول إفريقية، فضلاً عن 25 مجموعة مسلحة تقريبًا. وبحلول عام 2008، أسفرت الحرب وتوابعها عن وفاة 5.4 ملايين شخص، مات معظمهم بسبب المرض والمجاعة.

## خلفية تاريخية

### مسيرة كابيلا إلى كينشاسا

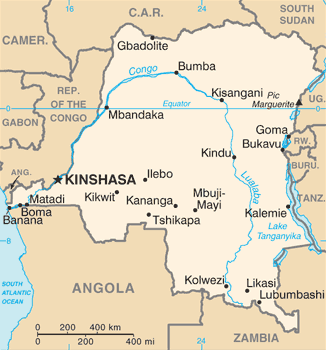
خريطة جمهورية الكونغو الديمقراطية ، زائير سابقا

حرب الكونغو الأولى بدأت في عام 1996، رواندا شعرت بقلق متزايد من أعضاء التجمع الديمقراطي لميليشيات الهوتو الروانديين، الذين كانوا ينفذون غاراتهم عبر الحدود من زائير، وتم التخطيط لغزو رواندا. الميليشيات، معظم أعضائها من الهوتو، كانوا موجودين في مخيمات اللاجئين في شرق زائير، حيث العديد من فروا هربا من التوتسي الذين يهيمنون على الجبهة الوطنية الرواندية (RPF) في أعقاب الإبادة الجماعية الرواندية من 1994. الجديد أن التوتسي أسسوا حكومة الجبهة الوطنية الرواندية في كيغالي ابتداء من يوليو 1994. احتج على هذا عدة دول بدعوة انتهاك الروانديين السلامة الإقليمية وبدأت تعطي مجموعات التوتسي الأسلحة للحكومة من شرق زائير. حكومة زائير بقيادة موبوتو بقوة نددت هذا التدخل لكنها لا تمتلك القدرة العسكرية على وقف ذلك ولا رأس المال السياسي في جذب المساعدة الدولية. مع دعم كبير من أوغندا، رواندا، وأنغولا، قوات التوتسي بقيادة لوران ديزيريه كابيلا انتقلت بطريقة منهجية أسفل نهر الكونغو، تواجه هذه القوات مشكل واحدا هو سوء التدريب، سوء القوات النظامية ساهم في انهيار نظام موبوتو. الجزء الأكبر من مقاتلي التوتسي بقيادة كابيلا، والعديد من قدامى المحاربين من مختلف الصراعات في منطقة البحيرات الكبرى من أفريقيا رفقة كابيلا نفسه زاروا معرض سياسيا لموبوتو منذ فترة طويلة، وكان أحد التابعين لباتريس لومومبا (أول رئيس وزراء للكونغو المستقلة)، الذي كان قد نفذ مجموعة من السياسات الداخلية ناتجة من قوى خارجية في يناير كانون الثاني 1961 لكنه استعاض عن موبوتو في عام 1965. كابيلا أعلن نفسه ماركسيا ومعجبا بماو تسي تونغ وكان قد شن تمردا مسلحا في شرق زائير منذ أكثر من ثلاثة عقود، على الرغم من أن تشي غيفارا في حساباته للسنوات الأولى من الصراع قال بأنه غير ملتزم بدعمه وغير ملهم بهذا الزعيم. بدأ جيش كابيلا ببطئ التحرك باتجاه الغرب في ديسمبر كانون الأول 1996 بالقرب من نهاية البحيرات الكبرى حيث هناك تظهر أزمة اللاجئين، وسيطر على المدن الحدودية ووضع الألغام هناك لترسيخ السيطرة على المنطقة. كانت هناك تقارير عن مجازر بسبب قمع جيش المتمردين للمعارضين هناك. محقق مكتب حقوق الإنسان التابع للأمم المتحدة نشر بيانات من شهود يدعي أن جيش كابيلا أو ADFLC (تحالف القوات الديمقراطية لتحرير الكونغو) هو من قام بالمجازر، وأن هذا الجيش قتل ما يصل إلى 60.000 من المدنيين رغم أن ADFLC بشدة نفى هذا الاتهام. روبرتو غاريتون ذكر في تحقيقه في غوما عن حالات اختفاء وتعذيب وعمليات القتل للمدنيين. وقد نقل مواسي نيوريجابي، مساعد موبوتو، قوله أن عمليات القتل وحالات الاختفاء تظهر أن هذا متوقع في حالة إعلان الحرب. شنت قوات كابيلا هجوما في مارس 1997 وطالبت حكومة كينشاسا بالاستسلام. وفي 27 مارس المتمردين قتلوا كاسينغا. وقد فندت الحكومة هذا النجاح للمتمردين، حيث اعتمدت نمط البيانات الطويلة الصادرة من وزير الدفاع فيما يتعلق بالتقدم في سير الحرب لكن كشفت أنها كاذبة. كانت هناك مفاوضات مقترحة في أواخر مارس، وفي 2 أبريل رئيس الوزراء الجديد لزائير، إتيان تشيسكيدي- منذ فترة طويلة كان منافسا لموبوتو، واستغل هذه النقطة في السيطرة على ما يقرب من ربع البلاد، رفض ذلك واعتبر ذلك غير ذات صلة وحذر تشيسكيدي أنه لن يكون جزء من أي حكومة جديدة إذا لم يقبل شروطه المسبقة. في أبريل 1997 قام ADFLC بإحراز تقدم مطرد للشرق، وقبل أن يصل مايو قواته وصلت إلى ضواحي كينشاسا. موبوتو فر من كينشاسا في 16 مايو، والمحررين (ADFLC) دخلوا العاصمة دون مقاومة جدية. موبوتو فر من البلاد وتوفي في المنفى في المغرب بعد أربعة أشهر. كابيلا أعلن نفسه الرئيس في 17 مايو 1997 وعلى الفور بدأت حملة قمع عنيفة لاستعادة النظام. كابيلا قام بمحاولة لإعادة تنظيم الدولة.

### الدعم غير المرغوب فيه من الدول الأفريقية الأخرى

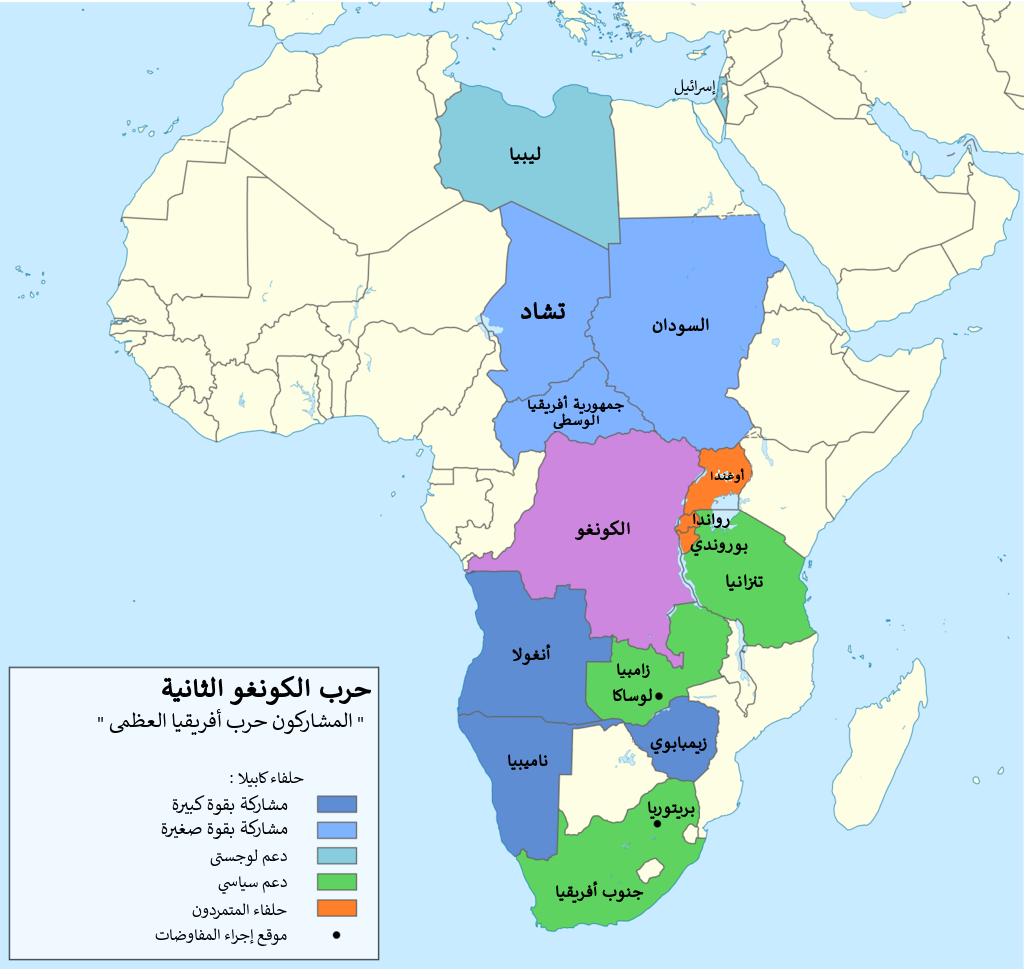
الدول الأفريقية المشاركة في الحرب

عندما سيطر كابيلا على العاصمة في مايو 1997, واجه عقبات كبيرة حالت دون أن يحكم البلاد بشكل جيد وقام بإعادة تسمية الدولة باسم جمهورية الكونغو الديمقراطية (RDC). ما بعد هذا الصراع السياسي بين المجموعات المختلفة للحصول على السلطة مع دين خارجي هائل، خارجيته أكدت على عدم الرد على أسئلة بخصوص كابيلا ومن الواضح أن وجود رواندا في العاصمة أدى إلى عدد من المشاكل للكونغو، التي كانت تنظر في البداية إلى أن كابيلا تتحكم فيه قوى أجنبية. التوترات بلغت مستويات جديدة في 14 يوليو 1998, عندما كابيلا رفض طلبا لرئيس أركان رواندا جيمس كاباريبي ورعى عملية لإزاحته، وحل محله مواطن كونغولي وهو سيليستين كيفوا. على الرغم من هذه الخطوة الخطيرة التي زادت اضطراب العلاقة المضطربة أصلا مع رواندا فإن كابيلا خفف من حدة التوتر من خلال جعل كاباريبي مستشار له. بعد أسبوعين كابيلا تخلى عن مثل هذه الخطوات الدبلوماسية حيث شكر رواندا عن مساعدتها وأمر كل من القوات العسكرية الرواندية والأوغندية بمغادرة البلاد. خلال 24 ساعة، رواندا أخلت الكونغو من المستشارين العسكريين الذين يعيشون في كينشاسا جوا. الناس زادوا انزعاجا من هذا الأمر حيث كان بانيامولنج التوتسي في شرق الكونغو. تلك التوترات مع المجموعات العرقية المجاورة كان عاملا مساهما في سفر التكوين لحرب الكونغو الأولى وتم استخدامها من قبل رواندا التي تؤثر على الأحداث عبر الحدود في جمهورية الكونغو الديمقراطية.

## الحرب في فترة 1998-1999
آخر هجوم قامت بها القوات المسلحة الكونغولية قبل اندلاع حرب الكونغو الثانية وقد هدد حكومة كابيلا في غضون أسابيع. الحكومة حاولت فقط حفظ جمهورية الكونغو الديمقراطية من التدخل السريع من قبل عدد من الدول الأفريقية. لكن قوات المتمردين صدت هذا الهجوم، مع مرور الوقت زاد التصعيد في الصراع وبدأ ملامح حرب تقليدية بين جيوش وطنية تلوح في الأفق. مثل هذه النتائج أظهرت أن حرب الكونغو الثانية سوف تندلع وخطوط المعركة بدأ تظهر. بعد ذلك، الصراع كان غير منتظم وفي بعض الأحيان منتضم وهذا الصراع يمكن وصفه بأنه حرب بالوكالة والقوات فيه تتغير مع الوصول إلى أراضي احتلتها أطراف مختلفة. في 2 أغسطس 1998 اندلع تمرد بانيامولنج في بلدة غوما. رواندا عرضت مساعدة فورية إلى البانيامولنج وفي وقت مبكر من أغسطس، المجموعات المسلحة المتمردة ألفت التجمع الكونغولي الديمقراطي (RCD) في المقام الأول من بانيامولنج وبدعم من رواندا وأوغندا. هذه المجموعة بسرعة قامت بالهيمنة على المقاطعات الشرقية الغنية بالموارد والقائمة على عملياتها في غوما. التجمع الكونغولي الديمقراطي بسرعة سيطر على مدن مثل بوكافو وأوفيرا في إقليم كيفو. الحكومة الرواندية بقيادة التوتسي تحالفت مع أوغندا، وبوروندي أيضا ردت على هذا التحالف باحتلال جزء من شمال شرق الكونغو. في مساعدة لإزالة الاحتلال، الرئيس كابيلا أعطى مساعدات لللاجئين الهوتو في شرق الكونغو لبدأ تحريض الرأي العام ضد التوتسي، مما أدى إلى عدة إعدامات من غير جلسات محاكمة في شوارع كينشاسا وفي 12 أغسطس، الموالين للجيش بثوا رسالة لحث المقاومة من محطة إذاعية في بونيا في شرق الكونغو:«الناس يجب أن يجلبوا المناجل، الرماح، السهام، المجرفات، المسامير، الهراوات، المكواة الكهربائية، الأسلاك الشائكة، الحجارة، وما شابه ذلك وكل شيء، من أجل، عزيزي المستمع، محاربة التوتسي الروانديين». الحكومة الرواندية دعت جزء كبيرا من شرق الكونغو باسم «المناطق التاريخية لرواندا». مزاعم الروانديين أدت إلى إعلان كابيلا تنظيم إبادة جماعية ضد التوتسي في منطقة كيفو. رواندا تدخلت في هذا الصراع بدافع الرغبة في حماية البانيامولنج، بدلا من استخدامه كستار عن التطلعات الإقليمية الخاصة بها، التي لا تزال محط جدل. في خطوة جريئة، الجنود الروانديين تحت قيادة جيمس كاباريبي اختطفوا ثلاث طائرات حلقت بهم من قاعدة الحكومة من كيتونا على ساحل المحيط الأطلسي. الطائرات هبطت في منتصف قاعدة كيتونا، غير أن مجموعة مؤلفة من عناصر مختلفة من القوات هناك (القوات المسلحة الزائيرية سابقا والكونغولية حاكيا مع عناصر من حركة يونيتا الأنغولية وعناصر ميليشيات ليسوبا من جمهورية الكونغو برازافيل) كانت في حالة سيئة وفي حالة عدم دفاع عن النفس نظرا لعدم وجود الطعام ونقص الأسلحة وسرعان ما انضموا إلى صف الروانديين. أكثر المدن في الشرق وحول كيتونا وقعت في تعاقب سريع في يد قوات التجمع الكونغولي الديمقراطي، الجنود المتمردين الروانديين طغوا على القوات الحكومية وسط موجة من الجهود الدبلوماسية غير الفعالة من قبل مختلف الدول الأفريقية. في 13 أغسطس أي بعد أقل من أسبوعين من بداية التمرد، المتمردين عقدوا اجتماعا في المحطة الكهرومائية لمنطقة إنغا لبحث وضع صلاحيات مرور الغذاء من ميناء ماتادي إلى كينشاسا. مركز الماس الكونغولي، مدينة كيسانغاني سقطت في يد المتمردين ابتداء من 23 أغسطس بعد بداية هذه القوات تقدمها إلى الشرق وبدأت تهدد كينشاسا في أواخر أغسطس. أوغندا، احتفظت بدعمها للتجمع الكونغولي الديمقراطي متحالفة مع رواندا، أيضا خلق المتمردين تحالفا مع حركة تحرير الكونغو (MLC). على الرغم من حركة الخطوط الأمامية للمتمردين، استمر القتال في جميع أنحاء البلاد. مع تقدم قوات المتمردين إلى كينشاسا، القوات الحكومية استمرت في معركة من أجل السيطرة على المدن في شرق البلاد. المسلحين الهوتو تعاونوا مع كابيلا بقتالهم في قوة كبيرة في الشرق. ومع ذلك، فقد سقط كابيلا، الذي كان قد قضى الأسابيع السابقة فقط بفضل دعم من مختلف الدول الأفريقية وكوبا، يتزايد تدريجيا. أولى المنظمات التابعة لبلد أفريقي استجابة لطلب المساعدة من الرئيس كابيلا كانت الجماعة الإنمائية لجنوب أفريقيا (SADC). وفي حين رسميا أعضاء الجماعة بدؤوا في معاهدة الدفاع المشترك مع الحكومة فالعديد من الدول الأعضاء في الاتحاد الأفريقي أخذت موقفا محايدا في النزاع. ومع ذلك، فإن حكومات ناميبيا، زيمبابوي وأنغولا دعمت حكومة كابيلا بعد اجتماع في هراري، زيمبابوي، في 19 أغسطس. العديد من الدول انضمت إلى الصراع مع كابيلا في الأسابيع التالية كتشاد وليبيا والسودان. دخل العديد من الأطراف الجديدة من الحرب. في سبتمبر 1998، القوات الجوية الزيمبابوية في كينشاسا أوقفت تقدم المتمردين حيث وصلوا إلى ضواحي العاصمة، في حين أن الوحدات الأنغولية هاجمت شمالا  حدودها نحو الشرق من الأراضي الأنغولية المعروفة باسم كابيندا، ضد حصار قوات المتمردين. هذا التدخل من مختلف الدول حفظ حكومة كابيلا من الانهيار ودفع الخطوط الأمامية للمتمردين بعيدا عن العاصمة. ومع ذلك، فإنه لم يتمكن من هزيمة قوات المتمردين، وتقدمهم هدد بتصعيد صراع مباشر مع الجيوش الوطنية من أوغندا ورواندا التي شكلت جزء من حركة التمرد. في نوفمبر 1998، جماعة متمردة أوغندية جديدة وحركة تحرير الكونغو دخلتا في شمال البلاد. وفي 6 نوفمبر الرئيس الرواندي بول كاغامي اعترف للمرة الأولى بأن القوات الرواندية كانت تساعد التجمع الكونغولي الديمقراطي والمتمردين الآخرين لأسباب أمنية، على ما يبدو بعد طلب من نيلسون مانديلا بالتقدم إلى محادثات سلام بينهما. وفي 18 يناير 1999, رواندا، أوغندا، أنغولا، ناميبيا وزيمبابوي وافقت على وقف إطلاق النار في قمة في ويندهوك عاصمة ناميبيا إلا أن التجمع الكونغولي الديمقراطي لم يكن طرفا في هذا الوقف لإطلاق النار فاستمر القتال. خارج أفريقيا، معظم الدول ظلت محايدة، لكن حثت على وضع حد للعنف.

### أنصار الحكومة الكونغولية الخارجيين
دعمت الحكومة الكونغولية عدة دول أبرزها أنغولا، ناميبيا، زيمبابوي، تشاد، السودان وليبيا مع دعم سياسي من دول أخرى كجنوب أفريقيا وتنزانيا أما باقي الدول الأفريقية فدعمت المتمردين أو بقيت على الحياد.

### زيمبابوي
إدارة روبرت موجابي أرسلت عناصر من الجيش الوطني الزيمبابوي إلى جمهورية الكونغو الديمقراطية في عام 1998. موغابي، ربما أكثر المؤيدين المتحمسين للتدخل بالنيابة عن كابيلا وكان هو اللاعب الرئيسي الوحيد المشارك في هذا الصراع قادر على حشد قوات جوية في مدة زمنية معقولة من ذوي الخبرة. في زيمبابوي، الجيش أيضا اعتبر واحدا من أكثر الجيوش تجهيزا ومهنية في المنطقة، إلا أن القدرات القتالية لجنود ZNA (الجيش الوطني الزيمبابوي) ظلت إلى حد ما متوسطة. إستراتيجية زيمبابوي تدور حول الدفاع عن شخص لوران كابيلا وحدها من قوات التحالف، كما القوات الكونغولية كان يعتقد أن لا يمكن الاعتماد عليها وتم تبديل نصفها بقوات من ZNA، وطردوا المتمردين من منطقة كينشاسا. موجابي بقي في كينشاسا مع قوات خاصة مع وحدة مظلية، بلغ مجموعهم من 600 إلى 1000 جندي. أغسطس 1998, اثنين من الكتائب كانت قد ارسلت برفقة بعض الدبابات السوفيتية الصنع من نوع تي-54 وتي-55 مع حاملة الأفراد المدرعة «التمساح»، وسيارات كشفية من نوع «كاسكافيل EE-9» مرفوقين بطائرات القوات الجوية الأنغولية إلى العاصمة. الوحدات نمت إلى 3800 في نوفمبر، وبلغت ذروتها إلى 12.000 في يناير كانون الثاني 2001. وقامت زيمبابوي بأمر جنودها بمغادرة الكونغو في 2002 وانسحبوا كلهم قبل نهاية العام. قبل نشر هذا، زيمبابوي أرسلت إلى الكونغو لواء كبير الحجم، جنبا إلى جنب مع كمية كبيرة من الأسلحة مع جنود من قوات الردع وقوات الدعم الجوي، ومع ذلك العمليات في الكونغو زادت طولا يقال أن يقضي الزمن على مصداقيتها. القوات الجوية الزيمبابوية التي استخدمت في قتال المتمردين وصد هجمات رواندا بقيادة مبوجي مايي بفضل طائرات هوكر هنتر وBEA-هاوكس لكن كانت الخسائر فادحة خلال هذا الصراع، بما في ذلك ثلاثة من طائرات هليكوبتر مي-24, وهي طائرات النقل وطائرات اعتراضية في نفس الوقت وطائرات أخرى من صنع جمهورية الصين الشعبية يعتقد بأنها طائرات تشنغدو J-7. على الرغم من فعالية من فعالية هاته القوات لكن تم تدمير كبير للسيارات المدرعة الكبيرة من نوع إلاند-90 وكاسكافيل، القوات البرية الزيمبابوية فقدت أيضا عدد كبير من جنودها حيث إما أسروا أو قتلوهم تحالف المتمردين. كما خسائر الأجهزة تضاعفت، الجهات المانحة الغربية بما في ذلك صندوق النقد الدولي أحد أفضل البنوك وضع برامج معونة إلى هراري على شكل قروض، حرمان موجابي من العملة الأجنبية أدى إلى حاجة ماسة إلى شراء قطع الغيار التي تبلغ قيمتها $600.000.000 للمركبات القتالية المستخدمة في الكونغو.

### ناميبيا
تحت إشراف رئيسها سام نجوما، ناميبيا انخرطت في حرب الكونغو الثانية نيابة عن الجماعة الإنمائية لجنوب أفريقيا. نجوما، منذ فترة طويلة هو حليف كابيلا وادعى انه لا يستطيع رفض طلبات المساعدات العسكرية من زيمبابوي وأنغولا. حزب سوابو الحاكم في ويندهوك وجد له مصالحا في كينشاسا على غرار تلك التي حلم بها موغابي رئيس زيمبابوي، بما في ذلك الصادرات السمكية المربحة وقيمة حصته في شركة التعدين باكوانغا. فبراير 1999, قوات الدفاع الناميبية بالكاد بلغ عدد موظفيها في الكونغو عدد 1000 جندي: المرجح أن هناك كتيبة مشاة واحدة مع موظفيها والمدفعية ودعم لوجستي من ويندهوك. بين عامي 2000 و2001 هذا الرقم قد تراوح بين 1600 و2000, على الرغم من أن قوات ناميبيا بقيت لها أهمية قليلة في النزاع. وكان 2002 أن كل ليلة يقتل 30 من جنودها في مجهودها الحربي في الكونغو وكان يكلف ناميبيا هذا المجهود 150.000 دولار في اليوم. التدخل الناميبي استقبل بانتقادات مكثفة من قبل أحزاب المعارضة، فضلا عن جنوب أفريقيا المجاورة والعديد من الجهات المانحة الغربية. الاتحاد الأوروبي عبر عن قلقه من سوء استخدام نجوما لصناديق التنمية المخصصة بلاده في بعثة ناميبيا العسكرية إلى الكونغو، والدول الأعضاء في الاتحاد الأوروبي ودول أخرى -بما فيهم فنلندا- قطعت المساعدات المالية. نشأ أيضا خلاف دبلوماسي مع سلطات جنوب أفريقيا بعد أن علقت جميع الصادرات العسكرية إلى قوات الدفاع الناميبية.

### أنغولا
الحكومة الأنغولية قاتلت ضد موبوتو سيسي سيكو في حرب الكونغو الأولى بسبب دعمه المتمردين من حركة يونيتا في الحرب الأهلية الأنغولية. أنغولا أرادت القضاء على عمليات حركة يونيتا في جنوب الكونغو، التي تبادل الماس المستخرج من المناطق التي سيطر عليها مع الأجانب مقابل الأسلحة. أنغولا لم تكن لها ثقة في الرئيس الجديد كابيلا لأنها تخشى أن القتال المستمر من شأنه أن يؤدي إلى فراغ السلطة التي يمكن أن تساعد فقط حركة يونيتا. تدخل ذوي الخبرة من القوات الأنغولية ضروري في اتخاذ أي قرار في إحدى الحروب.

### تشاد
كابيلا في الأصل توقع إمكانية انخفاض الدعم من البلدان الناطقة بالفرنسية في أفريقيا لكن بعد اجتماع في ليبرفيل بالغابون في 24 سبتمبر، تشاد وافقت على إرسال 2000 من قواتها إلى الكونغو. فرنسا شجعت تشاد على الانضمام للحرب كوسيلة لاستعادة نفوذها في المنطقة الفرنسية السابقة في أفريقيا بعد أن تراجعت بعد الإبادة الجماعية الرواندية 1994. ومع ذلك، التدخل التشادي فشل فشلا ذريعا. واتهمت هاته قوات بانتهاكات خطيرة لحقوق الإنسان حيث بدؤوا النهب تقريبا بعد وصولهم إلى البلاد بعد ساعات. انسحبت تلك القوات بسرعة كبيرة بموجب القانون الدولي والضغط الوطني والعار التي جلبته لتشاد.

### السودان
تقارير غير مؤكدة في سبتمبر بأن قوات حكومة السودان تقاتل المتمردين في المقاطعة الشرقية، على مقربة من الحدود الكونغولية - الأوغندية بحكم أن ما يفصل بين السودان والكونغو وأوغندا هو خط حدودي تشغله جمهورية أفريقيا الوسطى مع الكونغو. ومع ذلك، السودان لم تنشئ وجودا عسكريا كبير داخل جمهورية الكونغو الديمقراطية، على الرغم من أنه استمر بتقديم الدعم الواسع إلى ثلاثة من الجماعات المتمردة الأوغندية -جيش الرب للمقاومة، جبهة الإنقاذ الوطني الأوغندية وقوات الحلفاء الديمقراطية- ردا على دعم أوغندا لجيش التحرير الشعبي السوداني الساعي لفصل جنوب السودان عن باقي السودان.

## الحرب في فترة 1999-2000
وفي 5 أبريل 1999 التوترات داخل التجمع الكونغولي الديمقراطي على هيمنة بانيامولنج وصلت إلى نقطة الغليان عندما زعيم التجمع الكونغولي الديمقراطي إرنست وامبا ديا وامبا نقل قاعدته من غوما إلى أوغندا الذي يسيطر عليها الرئيس كيسانغاني وأنشأ فصيل عسكريا منشق اسمه قوات التجديد الكونغولية. مؤشر آخر على انخفاض حدة القتال حدث عندما الرئيس يوويري موسيفيني من أوغندا والرئيس كابيلا وقعا اتفاق وقف اطلاق النار في 18 أبريل في سرت بليبيا، بعد وساطة من الرئيس الليبي معمر القذافي، لكن كل من التجمع الكونغولي الديمقراطي ورواندا رفضا المشاركة في الوقف لإطلاق النار. وفي 16 مايو وامبا كان قد خلع من منصب رئيس التجمع الكونغولي الديمقراطي في صالح مؤيد للسياسات الرواندية. بعد سبعة أيام ، مختلف فصائل التجمع الكونغولي الديمقراطي اشتبكت مع بعضها البعض للسيطرة من كيسانغاني. وفي 8 يونيو فصائل المتمردين اجتمعت في محاولة إنشاء جبهة مشتركة ضد كابيلا. على الرغم من هذه الجهود، قام في أوغندا من جديد بالضبط في محافظة إيتوري مما ولد نزاع إيتوري الذي يشار إليه أحيانا بأنه حرب في داخل حرب أخرى. تحت شروط تفيد بأنه يجب مشاركة قوات من جميع الأطراف، في إطار لجنة عسكرية مشتركة، من شأنها أن يتعاونوا فيها لنزع سلاح جميع القوات وتوثيق جميع الجماعات المسلحة في الكونغو حيث كانت جماعات غير موثقة أي تقاتل في هذه الحرب دون أن يعرف اسمها أو أهدافها، خاصة تلك القوات التي اشتركت في الإبادة الجماعية الرواندية سنة 1994. عدد قليل من الأحكام في هذا الاتفاق طبقت ومع ذلك تم نزع سلاح الميليشيات ونشر مجلس الأمن الدولي 90 من أفراده في أغسطس 1999 لدعم وقف إطلاق النار لكنه لم يكن يعلم بأن جميع دول العالم التي تمتلك جيشا سوف ترسل قوات لتشترك في هذه الحرب.لكن في الأشهر التالية جميع الأطراف اتهمت بعضها البعض مرارا وتكرارا بكسر وقف إطلاق النار، وأصبح من الواضح أن حوادث صغيرة أدت إلى هجمات ما أظهر أن جميع أطراف حرب الكونغو الثانية تريد الاستمرار في هذا النزاع المسلح. التوتر بين أوغندا ورواندا وصل إلى نقطة اللاعودة في أوائل أغسطس فقامت وحدات من قوات الدفاع الشعبية الأوغندية والجيش الوطني الرواندي بالاشتباك في كيسانغاني. في نوفمبر الحكومة قالت عبر التلفزيون من كينشاسا بأن الرئيس كابيلا بدأ إعادة بناء الجيش وهو مستعد للوفاء بما سمته «مهمة تحرير» البلاد. رواندا بدعم من قوات المتمردين شنوا هجوما كبيرا للاقتراب من العاصمة كينشاسا لكن في نهاية المطاف تم صده بفضل وحدات من تحالف الجيش الكونغولي والدول والميليشيات الموالية له. في 24 فبراير 2000, الأمم المتحدة أرسلت قوة مكونة من 5537 جندي من مختلف دول العالم، في بعثة منظمة الأمم المتحدة إلى جمهورية الكونغو الديمقراطية (المعروف اختصارا باللغة الفرنسية بكلمة MONUC)، لرصد وقف إطلاق النار ومقاتلة من يخرقه. ومع ذلك، استمر القتال بين المتمردين والقوات الرواندية، الأوغندية والبوروندية مع الميليشيات الموالية لهم ضد القوات الحكومية والدول الداعمة والميليشيات الموالية لها. العديد من الاشتباكات والهجمات حدثت في جميع أنحاء البلاد، لا سيما القتال العنيف الذي حصل أوغندا ورواندا في كيسانغاني في الفترة من مايو إلى يونيو 2000 بسبب أزمة سياسية لكنه انتهى بعد حلها رغم أنهما في نفس الوقت تدعمان المتمردين. وفي 9 أغسطس 2000 وقع هجوم حكومي على المقاطعة الاستوائية توقف على طول نهر أوبانغي بالقرب من ليبنغي من قبل قوات حركة تحرير الكونغو التي تعتبر مجموعة أوغندية لا كونغولية مسلحة. العمليات العسكرية والدبلوماسية التي تبذلها الأمم المتحدة، الاتحاد الأفريقي والجماعة الإنمائية لجنوب أفريقيا فشلت في إحراز أي تقدم لوقف إطلاق النار.

## الحرب في سنة 2001

### اغتيال لوران ديزيريه كابيلا
وفي 16 يناير 2001, لوران ديزيريه كابيلا قتل بالرصاص من قبل حارسه الشخصي المسمى رشيدي موزيلين. كابيلا تم اغتياله في القصر الرئاسي في كينشاسا. الحكومة في البداية قالت بأن كابيلا أصيب برصاصة غير أنه لا زال على قيد الحياة وتم نقله جوا إلى زيمبابوي وهو الآن في العناية المركزة. يومين فيما بعد ، أعلنت الحكومة على القناة الأولى الكونغولية أن محاولة يائسة من قبل أطباء من زيمبابوي لعلاج كابيلا فشلت وأن كابيلا توفي متأثرا بجراحه فتم إعادة رفاته إلى الكونغو وأقيمت له جنازة رسمية في 26 يناير كانون الثاني.

### أسباب وقصة ونتائج اغتيال كابيلا
و من غير المعروف من أمر باغتياله مما أسفر عن مقتله لكن معظم حلفاء كابيلا يشعرون بخيبة أمل ويلقون اللوم عليه من ناحية الأسباب بسبب ازدواجية الميول عنده حيث كان في بعض الحالات يساند المتمردين، وكذلك فشله في كتابة دستور ديمقراطي جديد يؤدي إلى انتخابات حرة نزيهة. القوات الأنغولية قامت بحراسة جنازة كابيلا بدقة كبيرة في كينشاسا. اغتياله تم من قبل حارسه الشخصي والعقل المدبر كان رواندا، وفقا لرئيس المخابرات الرواندية السابق وادعاءات مسؤولي جمهورية الكونغو الديمقراطية. قال تاجر ماس لبناني بأن تجارة الماس غير القانونية قدمت الدعم اللوجستي اللازم لاغتيال لوران ديزيريه كابيلا، وفقا للفيلم الوثائقي«جريمة قتل في كينشاسا» الذي صوره وأنجزه مارلين رابو وأرنو زاجتمان.

### جلوس جوزيف كابيلا إلى كرسي الرئاسة
بإجماع من البرلمان الكونغولي، ابن لوران ديزيريه كابيلا ، جوزيف كابيلا، أدى اليمين الدستورية كرئيس جديد للكونغو. بعد فوزه في الانتخابات إلى حد كبير بسبب دعم روبرت موجابي، والحقيقة أن معظم أعضاء البرلمان من كبار السن صوتوا لجوزيف كابيلا لأن أباه دعم المسنين في حياتهم العادية والسياسية والعسكرية. فبراير، الرئيس الجديد جوزيف كابيلا التقى بنضيره الرواندي بول كاجامي في الولايات المتحدة. رواندا، أوغندا، والمتمردين وافقوا على خطة الانسحاب التي قدمتها الأمم المتحدة رغم أنها أرسلت قوات من كل دول العالم لقتال الجانبين لوقف إطلاق النار رغم أن هاته القوات لم تكن رسمية. أوغندا ورواندا بدأت بسحب قواتها من خطوط القتال. جوزيف كابيلا وصف بأنه «أكثر زعيم سياسي بارع أكثر من والده». حسب وصف كريس تالبوت في إحدى المقالات في صحيفة واشنطن بوست «بشكل إيجابي يتناقض جوزيف كابيلا ذات التوجه الغربي وصاحب التعلم الإنكليزي مع والده الراحل». صاحب هذا القول في واشنطن بوست كتب بأن جوزيف كابيلا أعطى الدبلوماسيين الأمل في تغيير الأمور في الكونغو الديمقراطية، على النقيض من أبيه لوران ديزيريه كابيلا، الذي وقف عائقا أمام تسوية سلمية للحرب التي بدأت في أغسطس 1998 إلى اغتياله«. اتفاق السلام الذي وقعه لوران ديزيريه كابيلا في صيف عام 1999, المعروف باسم» اتفاقية لوساكا للسلام«، لكن لم يتم الوفاء به إلى حد كبير بسبب انطلاق هجمات جديدة بعد توقيعه في حين منع نشر قوات حفظ السلام الدولية في الأراضي التي تسيطر عليها الحكومة قبل أن تتدخل فعليا. للمقارنة فحسب محلل من وحدة المعلومات الاقتصادية من لندن فإن العرقلة الوحيدة التي كانت في طريق اتفاقية لوساكا للسلام كانت هي لوران ديزيريه كابيلا لأنه فكر بأن تحولا ديمقراطيا في حكومته سيشكل خطرا على سلطته.»

### تحقيق الأمم المتحدة في الاستغلال غير المشروع للمعادن
في أبريل 2001, كشف تحقيق الأمم المتحدة من قبل خبراء عن استغلال غير مشروع للماس، الكوبالت، الكولتان، الذهب ومعادن ثمينة أخرى تجلب موارد كبيرة لأي بائع لهم في الكونغو. التقرير اتهم رواندا، أوغندا وزيمبابوي باستغلال منهجي للموارد الكونغولية فأوصى مجلس الأمن التابع للأمم المتحدة بفرض عقوبات على هاته الدول.

## الحرب في سنة 2002
في عام 2002، وضعية رواندا في الحرب بدأت تزداد سوء. العديد من أعضاء التجمع الكونغولي الديمقراطي إما تخلى عن القتال أو قرر الانضمام إلى حكومة جوزيف كابيلا. علاوة على ذلك، البانيامولنج، العمود الفقري لقوات الميليشيات الرواندية في الكونغو، ازدادت تعبا من السيطرة على كيغالي والصراع لا ينتهي وعدد المتمردين يقل وتعصبهم إلى حكومة كابيلا (أي جوزيف كابيلا) ورواندا ازداد مما أدى إلى اشتباكات عنيفة بينهم وقوات الجيش الوطني الرواندي. وفي الوقت نفسه الغرب أصبح مطمئنا على الكونغو على نحو متزايد تحت حكم جوزيف كابيلا والإغاثة الدولية استؤنفت لهاته الدولة مما زاد من سيطرة حكومته.

### اتفاقيات السلام
تحت قيادة جنوب أفريقيا، تم عقد محادثات السلام بين أبريل وديسمبر 2002 أدت إلى التوقيع على اتفاق سلام شامل في مدينة الشمس في 19 أبريل 2002. من أبرز أهدافه هي وضع أسس دولة الكونغو الموحدة مع حكومة متعددة الأحزاب وانتخابات ديمقراطية. ومع ذلك، النقاد انتقدوا شروطه فيما يتعلق بتوحيد الجيش، الذي أضعف فعالية الاتفاق. كانت هناك عدة انتهاكات لاتفاقية مدينة الشمس، إلا أنها ساهمت في انخفاض حدة القتال. وفي 30 يوليو 2002, رواندا وقعت اتفاق بريتوريا للسلام بعد خمسة أيام من المحادثات في نفس المدينة. المحادثات تركزت على اثنين من القضايا. الأولى كانت على انسحاب 20000 من الجنود الروانديين من الكونغو. الثانية هي تبادل الأسرى وتفكيك ميليشيات الهوتو التي تعرف باسم إنتراهاموي (Interhamwe)، التي شاركت في الإبادة الجماعية الرواندية 1994 ولا تزال تعمل في شرق الكونغو. رواندا في السابق رفضت سحب ميليشيات الهوتو من هناك. في 6 سبتمبر، تم التوقيع على اتفاقية لواندا للسلام بين الكونغو الديمقراطية وأوغندا. المعاهدة تهدف إلى سحب أوغندا لقواتها من منطقة بونيا من أجل تحسين العلاقة بين البلدين، لكن لم يتم تنفيذ الاتفاقية أبدا من كلتا الدولتين. بعد أحد عشر يوما بدأ أول جندي رواندي بالانسحاب من شرق جمهورية الكونغو الديمقراطية. وفي 5 أكتوبر رواندا أعلنت انتهاء انسحابها وبعثة منظمة الأمم المتحدة أكدت رحيل أكثر من 20.000 من الجنود الروانديين. وفي 21 أكتوبر، الأمم المتحدة نشرت تقريرا من إنجاز خبراء أكد نهب الموارد الطبيعية من قبل الجماعات المسلحة. كل من رواندا وأوغندا رفضتا الاتهامات التي وجهت إلى سياسيين رفيعين وشخصيات عسكرية بمشاركتهم في الاتجار غير المشروع للمعادن ونهب الموارد. وزير الدفاع الزيمبابوي سيدني سيكيرا مايسايس أكد انسحاب زيمبابوي من جمهورية الكونغو الديمقراطية في أكتوبر 2002, لكن في يونيو 2006، بعض الصحفيين ذكروا أن قوة من 50 جندي بقيت في جمهورية الكونغو الديمقراطية لحماية جوزيف كابيلا. وفي 17 ديسمبر 2002, الأطراف الكونغولية المشاركة في الحوار الكونغولي (الحكومة الوطنية، حركة تحرير الكونغو، التجمع الكونغولي الديمقراطي-القيادة العامة، التجمع الكونغولي الديمقراطي-فرع منطقة غوما، أعضاء من المعارضة السياسية الداخلية، ممثلي المجتمع المدني وحركة ماي ماي) وقعوا الاتفاق الشامل للسلام. الاتفاق وضع أسسا لخطة انتقالية للحكم التي من شأنها أن تقوم بإجراء انتخابات تشريعية ورئاسية في عامين من التوقيع على الاتفاق ليعلن النهاية الرسمية لحرب الكونغو الثانية.

## الحرب في سنة 2003 وإنشاء الحكومة الانتقالية
في 18 يوليو 2003, الحكومة الانتقالية جاءت إلى حيز الوجود على النحو المحدد في اتفاق السلام الشامل. الاتفاقية تلزم الأطراف على تنفيذ خطة لإعادة توحيد البلاد، نزع سلاح ودمج الأطراف المتحاربة مع الاستمرار في تشكيل أسس الانتخابات. كانت هناك العديد من المشاكل، مما أدى إلى استمرار عدم الاستقرار في الكثير من البلاد واستمرار الاشتباكات وتأخرت الانتخابات الوطنية التي كانت مقررة في يونيو 2005 إلى يوليو 2006. السبب الرئيسي في استمرار ضعف الحكومة الانتقالية هو رفض الأطراف المتحاربة السابقة على التخلي عن القدرة على المركزية عندها والحياد في الإدارة الوطنية. بعض الأطراف المتحاربة حافظت على إدارتها العسكرية وهياكل المراقبة عندها بقيت منفصلة عن الحكومة الانتقالية، لكن مجموعة الأزمات الدولية ذكرت أن هذا قد انخفض تدريجيا. لكن بقيت هناك مستويات عالية من الفساد الرسمي في أروقة الحكومة وأبعد المال عن موظفي الخدمة المدنية وجنود الجيش ولم تنفذ العديد من مشاريع البنية التحتية لعدم الاستقرار في البلاد. وفي 30 يوليو 2006، أجريت أولى الانتخابات في جمهورية الكونغو الديمقراطية بعد موافقة السكان على الدستور الجديد أما الجولة الثانية من هاته الانتخابات عقدت في 30 أكتوبر تشرين الأول من نفس العام. لكن رغم كل ذلك انتهت حرب الكونغو الثانية في 18 يوليو 2003 قبل هذا.

## نتائج الحرب بعد نهايتها

### مجالات النزاع المستمر
هشاشة الدولة سمحت باستمرار العنف والانتهاكات لحقوق الإنسان في الشرق. هناك ثلاثة مراكز كبيرة استمرت فيها صراعات هي شمال وجنوب كيفو، حيث ضعف القوات الديمقراطية لتحرير رواندا لا يزال يهدد الحدود الرواندية وبانيامولنج، ورواندا لا زالت تدعم المتمردين من التجمع الكونغولي الديمقراطي فرع غوما ضد كينشاسا. وإيتوري، حيث بعثة منظمة الأمم المتحدة أثبتت أنها غير قادرة على احتواء العديد من الميليشيات والمجموعات القيادية في صراع إيتوري ثم شمال كاتانغا، حيث أن ميليشيات ماي ماي خرجت على سيطرة حكومة كينشاسا والعنف العرقي بين الهوتو والتوتسي وانحياز القوات إلى أحدها كان يدفعهم إلى صراع جديد لكن خارج أراضيهم وخوف الناس من حصول إبادة جماعية جديدة. لقد نشأت علاقات وثيقة بين كينشاسا وقوات الهوتو بفعل المصالح المشتركة في طرد الجيوش التي تتقاتل بالوكالة من أوغندا ورواندا. في حين أن أوغندا ورواندا قاموا بالعمل سوية من أجل الحصول على أراضي داخل الكونغو على حسابها، المنافسة بينهما على الوصول إلى الموارد خلق فجوة في العلاقة بينهما. كانت هناك تقارير تفيد بأن أوغندا تسمح لكينشاسا بإرسال الأسلحة إلى الهوتو والقوات الديمقراطية لتحرير رواندا عن طريق الأراضي التي تحتفظ بها أوغندا والمتمردين المدعومين منها، جمهورية الكونغو الديمقراطية والهوتو كلهم يسعون إلى التأثير على رواندا والشركات التابعة لها.

### دعم رواندا وأوغندا للمتمردين
رواندا دعمت المتمردين بسبب المخاوف من متمردي الهوتو الذين ينشطون في حدودها. حكومة كينشاسا كان لها نفوذ على مدى المنطقة وعلى كيغالي كما أن رواندا احتلت المنطقة مرات عديدة وبعض الشهود يؤكدون أن رواندا استفادت من نهب معادن الكونغو. ومن ثم، استمرت رواندا في دعم تمرد القائد العام نكوندا في الكونغو. إن جمهورية الكونغو الديمقراطية تريد ضمان انتقال كيغالي إلى صفها لدعم قواتها وتنسى الصراعات على الموارد المعدنية ومصالحها الإقليمية في شرق الكونغو. وفي 19 ديسمبر 2005، محكمة العدل الدولية التابعة للأمم المتحدة اتهمت أوغندا بانتهاك سيادة جمهورية الكونغو الديمقراطية. وأن هذه الأخيرة فقدت مليارات الدولارات من الموارد الضائعة أو المنهوبة. حكومة جمهورية الكونغو الديمقراطية طلبت 10 مليارات دولار كتعويض. على الرغم من أن محكمة العدل الدولية قد اتخذت العديد من الخطوات لضمان محاكمة مرتكبي جرائم الحرب والجرائم ضد الإنسانية. صندوق النقد الدولي والبنك الدولي قاما بإقراض كل من أوغندا ورواندا لتخفيف عبء الديون الداخلية على صحة الاقتصاد خلال وقت زادت فيه بكثير الإيرادات جزئيا نتيجة استيراد المعادن بشكل مباشر غير قانوني من جمهورية الكونغو الديمقراطية عن طريق السرقة عبر الحدود. في هذه الحالة، المؤسسات الدولية مثل صندوق النقد الدولي والبنك الدولي يخالفان المواثيق والقوانين الدولية. قامت منظمات حقوقية باتهامها بتقديم مساعدة مالية لإكمال الصراع في جمهورية الكونغو الديمقراطية إلى المتمردين والميليشيات والدول الداعمة لهم.

## النزاع حول عدد القتلى
مشروع تقرير الأمن الإنساني (HSRR) من جامعة سيمون فريزر قال بأن عدد القتلى وصل إلى 5 ملايين ونصف المليون قتيل مع احتساب الوفيات ذات الصلة بالحرب بين 1998 و2008, أما الأرقام المبلغ عنها هي 6 ملايين و200000 قتيل دون احتساب الوفيات ذات الصلة بحرب الكونغو الثانية وبعض الخبراء يعتقدونن أن هذا العدد من القتلى (أي الذين ماتوا بعد الحرب بسببها) لا ينبغي أن يدرج في إجمالي عدد القتلى. التقديرات الدورية الثلاثة الأخرى من هذا المركز تشمل فترة مايو 2001 - أبريل 2007, والتي 2.83 مليون من إجمالي 5.4 مليون من الوفيات تم الإبلاغ عنها. حسب قول HSRR فإن التقديرات مبنية على معدل الوفيات في العام والتي سببت في انخفاض معدل التزايد الطبيعي جدا في الكونغو الديمقراطية، وأن معظم هؤلاء الناس من على الأرجح ماتوا على أي حال. ومن ثم، فحسب أرقام منظمة IRC فإنه يجب إعادة النظر إلى أرقام HSRR حيث أن هناك 860000 شخص تم الادعاء بأنهم ماتوا بسبب الحرب بعد نهايتها لكن حسب رأي IRC فإنها وفيات زائدة.
 مما جعل حرب الكونغو الثانية أكثر الصراعات دموية على المستوى العالمي منذ الحرب العالمية الثانية. تم تهجير الملايين من أوطانهم أو بحثوا عن مأوى في دول مجاورة.
على الرغم من انتهاء الحرب رسميًا في يوليو 2003 وتوقيع اتفاقية بين الأطراف المشتركة في الحرب لتكوين حكومة وحدة وطنية، إلا أن الوفيات ما زالت مستمرة فعام 2004 شهد وفاة 1000 يوميًا من الحالات التي يمكن الوقاية منها بسهولة لسوء التغذية والأمراض. وكان الدافع للحرب والصراعات بعد ذلك هي التجارة والصراع على المعادن من بين العوامل الأخرى.

## وصلات خارجية
- Amnesty International: Democratic Republic of the Congo
- BBC Q&A on DR Congo conflict - BBC: Updated timeline of Congo history, with emphasis on the war
- Global IDP Database: Overview of warring parties
- Globalsecurity.org site on Congo Civil War